# Torneio do Povo 1972
In 1972 werd de tweede editie van het Torneio do Povo gespeeld voor voetbalclubs met de meeste aanhang uit de staten Guanabara, São Paulo, Rio Grande do Sul, Minas Gerais en Bahia. De competitie werd gespeeld van 2 tot 27 februari. Flamengo werd de tornooiwinnaar. 

## Wedstrijden
| Datum             | Team #1       | Uitslag | Team #2       |
| ----------------- | ------------- | ------- | ------------- |
| 2 februari, 1972  | Corinthians   | 0-1     | Atlético-MG   |
| 2 februari, 1972  | Bahia         | 0-1     | Flamengo      |
| 6 februari, 1972  | Flamengo      | 2-0     | Atlético-MG   |
| 6 februari, 1972  | Bahia         | 0-1     | Corinthians   |
| 10 februari, 1972 | Internacional | 0-0     | Corinthians   |
| 17 februari, 1972 | Corinthians   | 1-2     | Flamengo      |
| 20 februari, 1972 | Bahia         | 0-0     | Atlético-MG   |
| 20 februari, 1972 | Flamengo      | 0-0     | Internacional |
| 24 februari, 1972 | Atlético-MG   | 2-1     | Internacional |
| 27 februari, 1972 | Internacional | 4-0     | Bahia         |

## Eindstand
| Plaats | Club             | Wed. | W | G | V | Saldo | Ptn. |
| ------ | ---------------- | ---- | - | - | - | ----- | ---- |
| 1.     | Flamengo         | 4    | 3 | 1 | 0 | 5:1   | 7    |
| 2.     | Atlético Mineiro | 4    | 2 | 1 | 1 | 3:3   | 5    |
| 3.     | Internacional    | 4    | 1 | 2 | 1 | 5:2   | 4    |
| 4.     | Corinthians      | 4    | 1 | 1 | 2 | 2:3   | 3    |
| 5.     | Bahia            | 4    | 0 | 1 | 3 | 0:6   | 0    |

|  | Winnaar |

### Winnaar
| Torneio do Povo 1972         |
| Guanabara                    |
| ---------------------------- |
| FLAMENGO Kampioen (1° titel) |